# چانگان لینمکس
چانگان لینمکس (凌轩) یک خودروی مینی‌ون ۷ نفره تولید شده توسط چانگان موتورز است.

## بررسی اجمالی

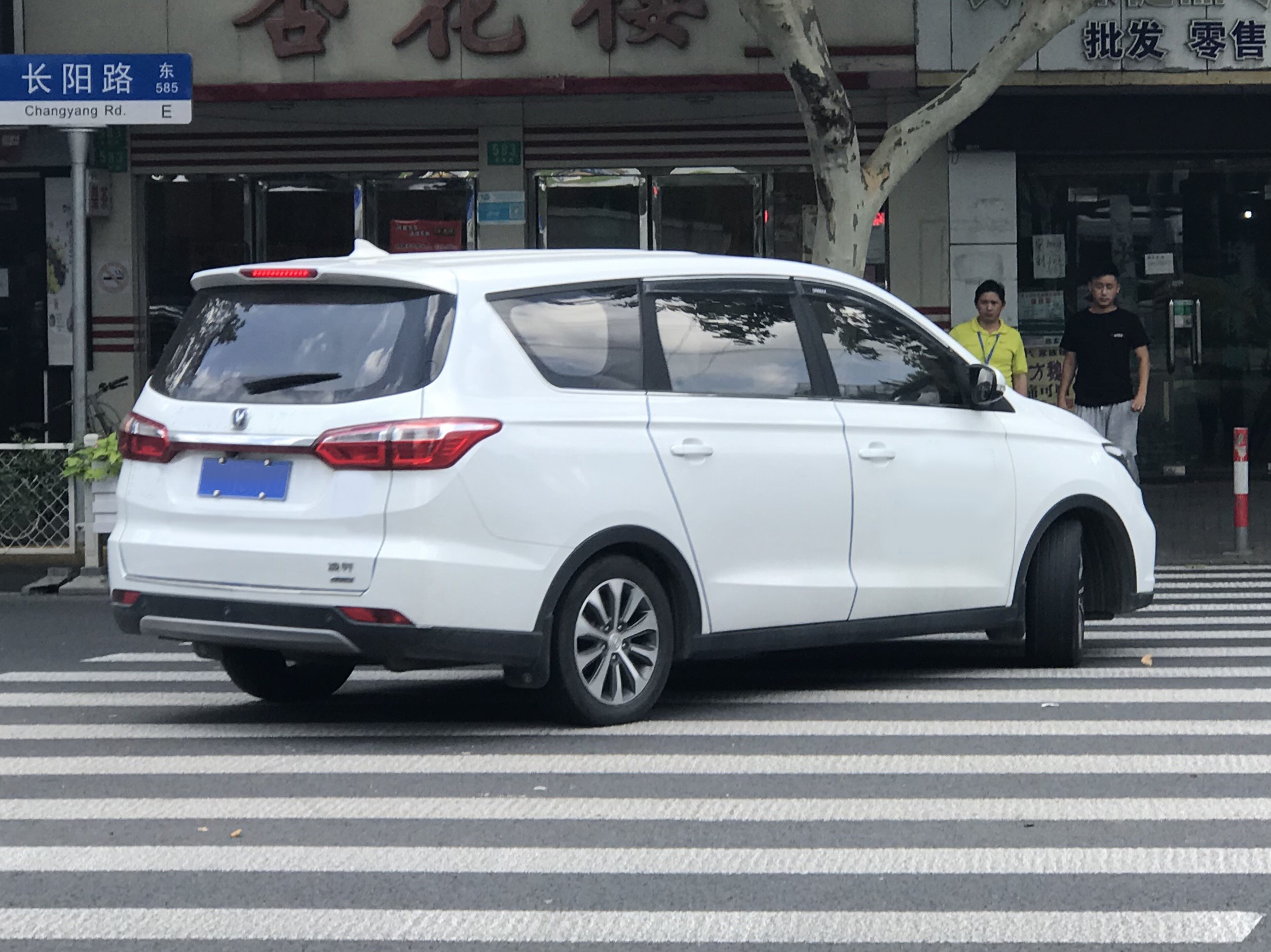
چانگان لینمکس (عقب)

چانگان لینمکس در سال ۲۰۱۷ با قیمتی از ۶۷٫۹۰۰ یوان تا ۸۰٫۹۰۰ یوان در بازار خودرو چین عرضه شد.

## اوشنگ ای۸۰۰
اوشنگ ای۸۰۰ یک نسخه تغییر یافته از چانگان لینمکس است.

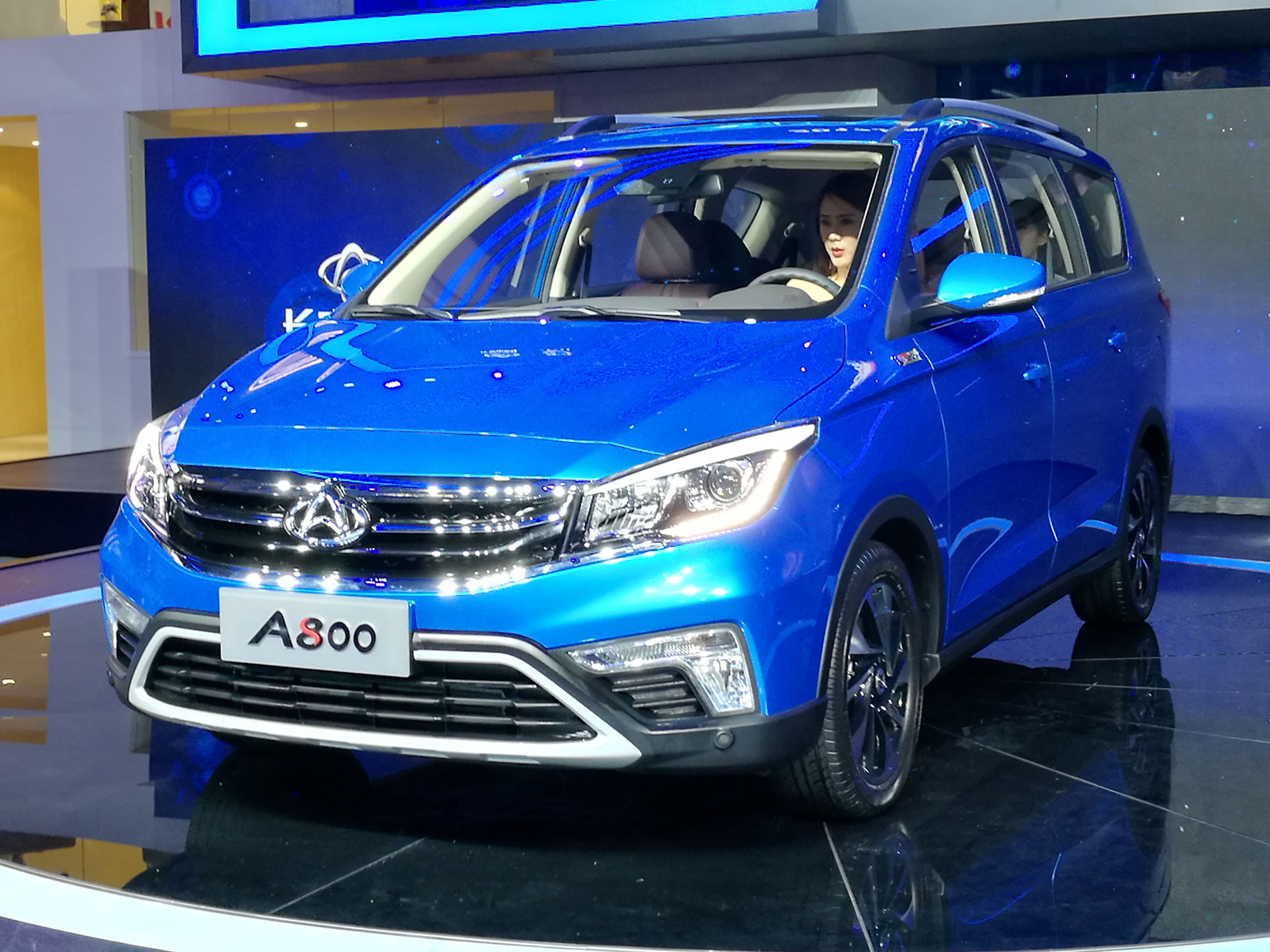
چانگان اوشنگ ای۸۰۰ (جلو)
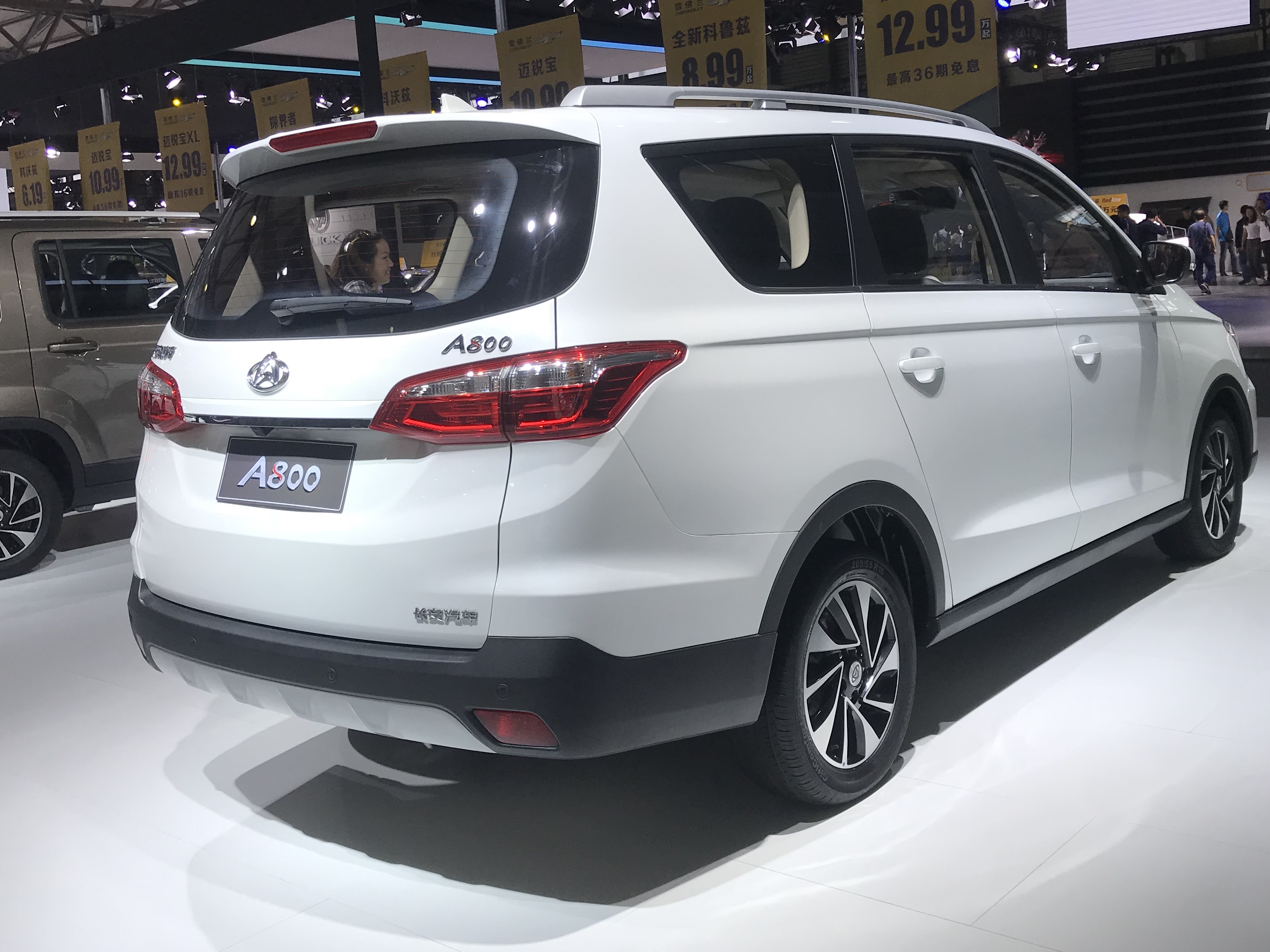
چانگان اوشنگ ای۸۰۰ (عقب)